# Bilbao–Casetas-vasútvonal
A Bilbao–Casetas-vasútvona egy 233,8 km hosszúságú, 1668 mm-es nyomtávolságú, 3000 V egyenárammal villamosított vasútvonal Spanyolországban Bilbao és Casetas (Zaragoza városrésze) között.

## Története
1941-ben, a spanyolországi vasútvonalak államosításával a vonal a Renfe kezébe került. 2004. december 31-től a Renfe Operadora üzemelteti a vonalat, míg az ADIF a vasúti infrastruktúra tulajdonosa.

## Forgalom
A vasútvonalon Bilbao közelében a Cercanías Bilbao C 3-as járata közlekedik.